# Feuerwehrleine
Eine Feuerwehrleine (auch Rettungsleine oder Feuerwehrsicherheitsleine) ist eine für besondere Zwecke der Feuerwehr hergestellte Leine. Für die Feuerwehren in Deutschland sind ihre Spezifikationen in der DIN 14920 festgelegt.
Den Begriff Feuerwehrleine gibt es bei den österreichischen Feuerwehren nicht, und er wird nur umgangssprachlich für alle im Feuerwehrdienst verwendeten Leinen genutzt. In Österreich ist sie nach ÖNORM F5260 genormt.

## Aufgaben
Die Feuerwehrleine dient:
- zur Menschenrettung (nur wenn kein Geräteset Absturzsicherung zur Verfügung steht)
- zur Selbstrettung
- zur Sicherung des Rückwegs
- zur Eigensicherung/Sicherung von Geräten

Im äußersten Notfall dient die Feuerwehrleine zur Rettung von Personen oder zur Selbstrettung der Einsatzkräfte (z. B. ein eingeschlossener Trupp, der sich selbst abseilt).

## Anforderungen

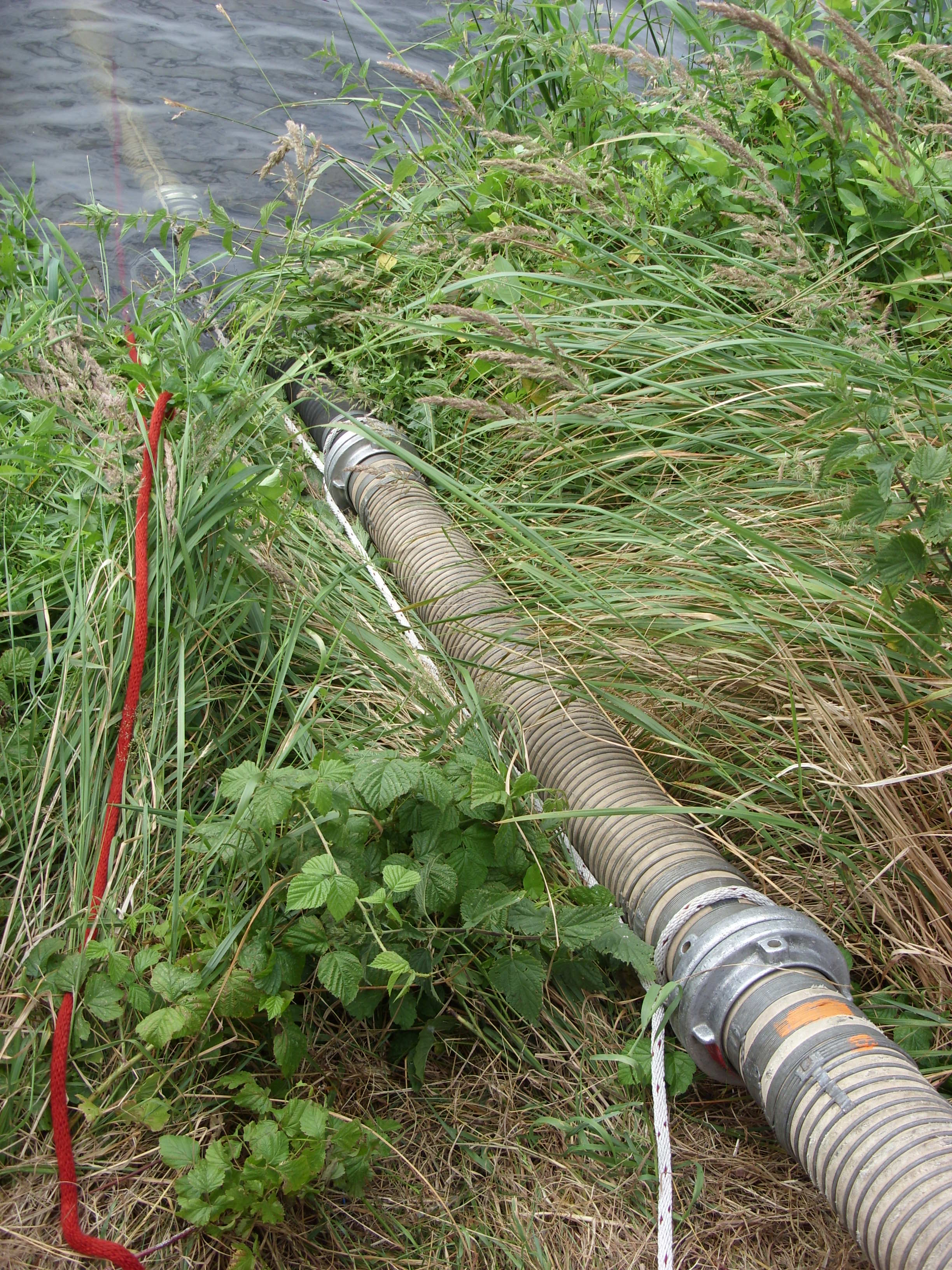
Die weiße Leine dient zur Sicherung, die rote Ventilleine zur Entleerung der Saugleitung

In Deutschland  müssen Feuerwehrleinen regelmäßig überprüft und 20 Jahre nach dem Herstellungsdatum ausgesondert werden. So ist
- die Leine nach jedem Einsatz einer Sichtprüfung zu unterziehen.
- die Leine einmal jährlich von speziell ausgebildeten Personen eingehend zu überprüfen.

Eine nach DIN 14920 hergestellte Leine muss aus spiralgeflochtenen Polyesterfasern bestehen, 30 m lang sein, einen Durchmesser von 10 mm und eine Reißkraft von 14 kN (1,4 t) besitzen und weiß sein. Am Ende der Leine ist regelmäßig ein Holzknebel oder ein Karabinerhaken eingespleißt.
Eine ausgesonderte Leine kann weiter als Mehrzweckleine (auch Arbeitsleine genannt) verwendet werden. Dazu muss sie mindestens teilweise rot markiert werden und darf nicht mehr zur Sicherung von Personen genutzt werden. Ein typisches Anwendungsgebiet für Mehrzweckleinen ist beispielsweise das Einbinden einer Saugleitung.

## Lagerung

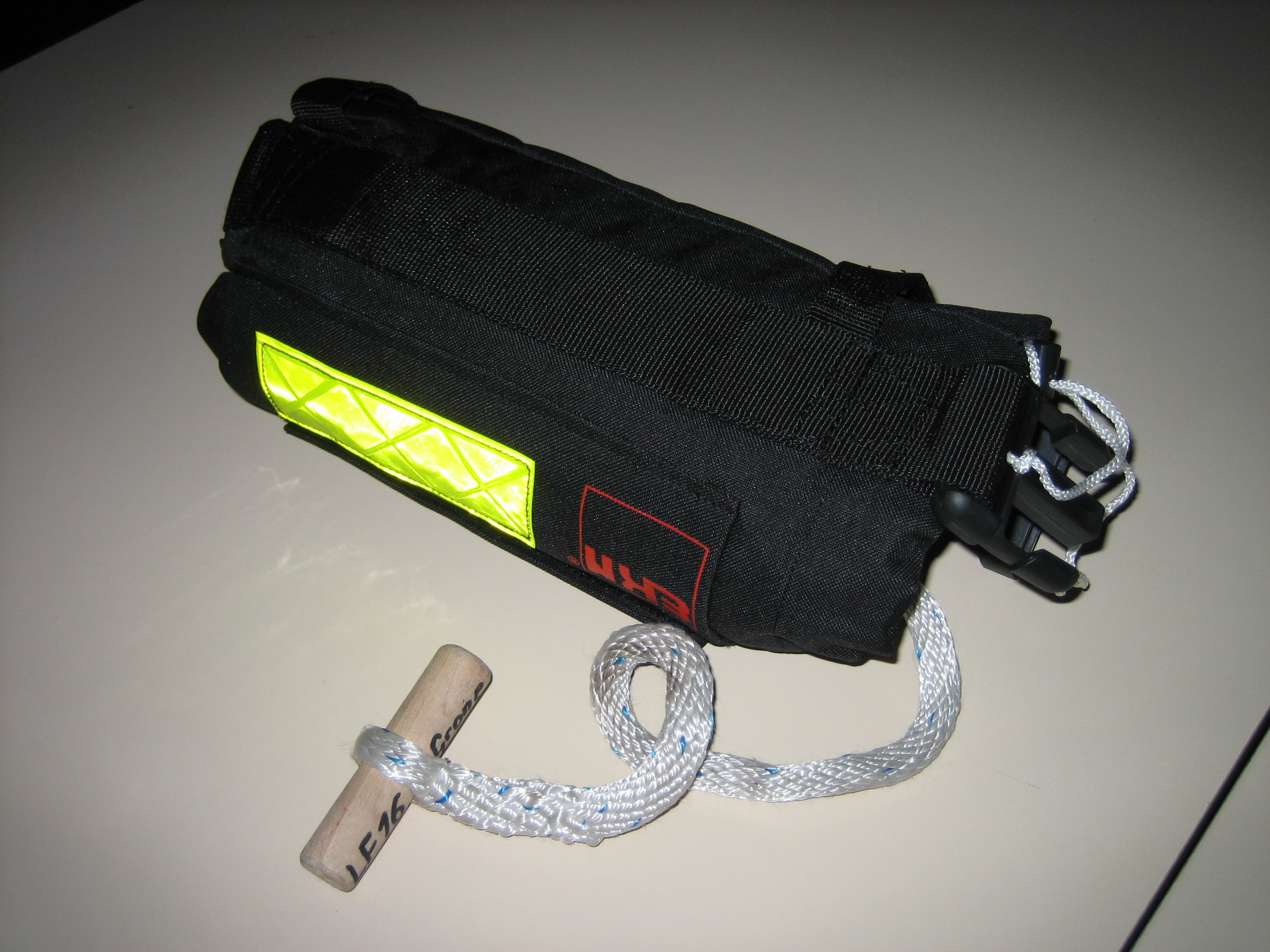
Moderner Leinenbeutel für Feuerwehrleinen

Um eine Leine sicher verwenden zu können, hat sich die Aufbewahrung in Leinenbeuteln bewährt, so dass sie bei Verwendung wieder einfach und ohne Verwicklungen herausgezogen werden kann. Die meisten Leinenbeutel haben einen Gurt, um ihn umhängen zu können. Oft wird im Leinenbeutel ein Bindestrick mitgeführt.

## Einsatz in absturzgefährdeten Bereichen
Die Feuerwehrleine ist nicht in der Lage, Fangstöße ins Seil dynamisch abzufangen, deshalb dürfen Einsatzkräfte sie nicht zur Sicherung verwenden, wenn Stürze nicht ausgeschlossen werden können. Somit ist der Begriff „Fangleine“ veraltet. Sie eignet sich nur zum Halten von Personen, d. h. wenn sich der Fixpunkt oberhalb des zu sichernden Feuerwehrangehörigen befindet und die Leine immer gespannt ist. Für alle anderen Anwendungen ist ein Absturzsicherungsset erforderlich. Dieses besteht aus einem dynamischen Kernmantelseil sowie weiterem Zubehör. Der Feuerwehrangehörige legt einen speziellen Auffanggurt an und ist mittels Achterknoten mit dem Seil verbunden. In Deutschland erfolgt die Sicherung mit einem HMS-Karabiner und einer Halbmastwurfsicherung. Die Sicherung in absturzgefährdeten Bereichen sollte jedem Feuerwehrangehörigen bekannt sein, im Gegensatz zur Höhenrettung, die eine umfangreiche Sonderausbildung und regelmäßige Übungen erfordert.

## Bezeichnungen in Österreich
Der Begriff Feuerwehrleine wird bei den österreichischen Feuerwehren nicht als offizielle Bezeichnung verwendet. Folgende drei Leinentypen werden in Österreich stattdessen eingesetzt:

### Rettungsleine
Die Rettungsleine ist eine Leine, die ausschließlich für die Rettung und Sicherung von Personen verwendet werden darf. Sie ist ein Kernmantelseil nach EN 1891 mit einem Durchmesser von 11 mm und einer Länge von 20 oder 30 Metern und hat an einem Ende einen Leichtmetallkarabiner. Zum Schutz wird die Rettungsleine in einem Beutel verwahrt. Sie ist jedes Jahr zu prüfen und nach sechs Jahren auszumustern.

### Arbeitsleine
Die Arbeitsleine kann für verschiedene Tätigkeiten wie das Festzurren von Geräten, Hochziehen von Strahlrohren oder zur Kennzeichnung des Rückweges beim Innenangriff. Ausgemusterte Rettungsleinen können rot eingefärbt werden und als Arbeitsleine verwendet werden. Sie unterliegt keinen Prüfintervallen. Arbeitsleinen dürfen nicht für eine Personensicherung verwendet werden.

### Ventil- oder Saugschlauchleine
Sie ist eine zehn Meter lange, dünne Leine mit Stahlkarabiner an einem Ende. Sie wird zum Öffnen des Rückschlagventils eines Saugkopfes, zum Entlasten der Saugleitung oder gegen das Abtreiben des Saugschlauches verwendet.

### Binde- oder Schnürleine
Sie hat in der Regel eine Stärke von 8 bis 12 mm und eine Länge von 6 m, ist jedoch nicht einheitlich genormt. Diese Leinenform wird für alle erdenklichen Befestigungen verwendet, da durch die Kürze relativ schnell Befestigungen gemacht werden können. Wie im Wasserdienst wird diese Leine im KHD-Einsatz auch für Schnürungen bei Holzbauten eingesetzt.